# 洛浦县
洛浦县（维吾尔语：لوپ ناھىيىسى）是中华人民共和国新疆维吾尔自治区和田地区所辖的一个县，位于塔里木盆地南部，昆仑山脉北麓，玉龙喀什河沿岸。

## 行政区划

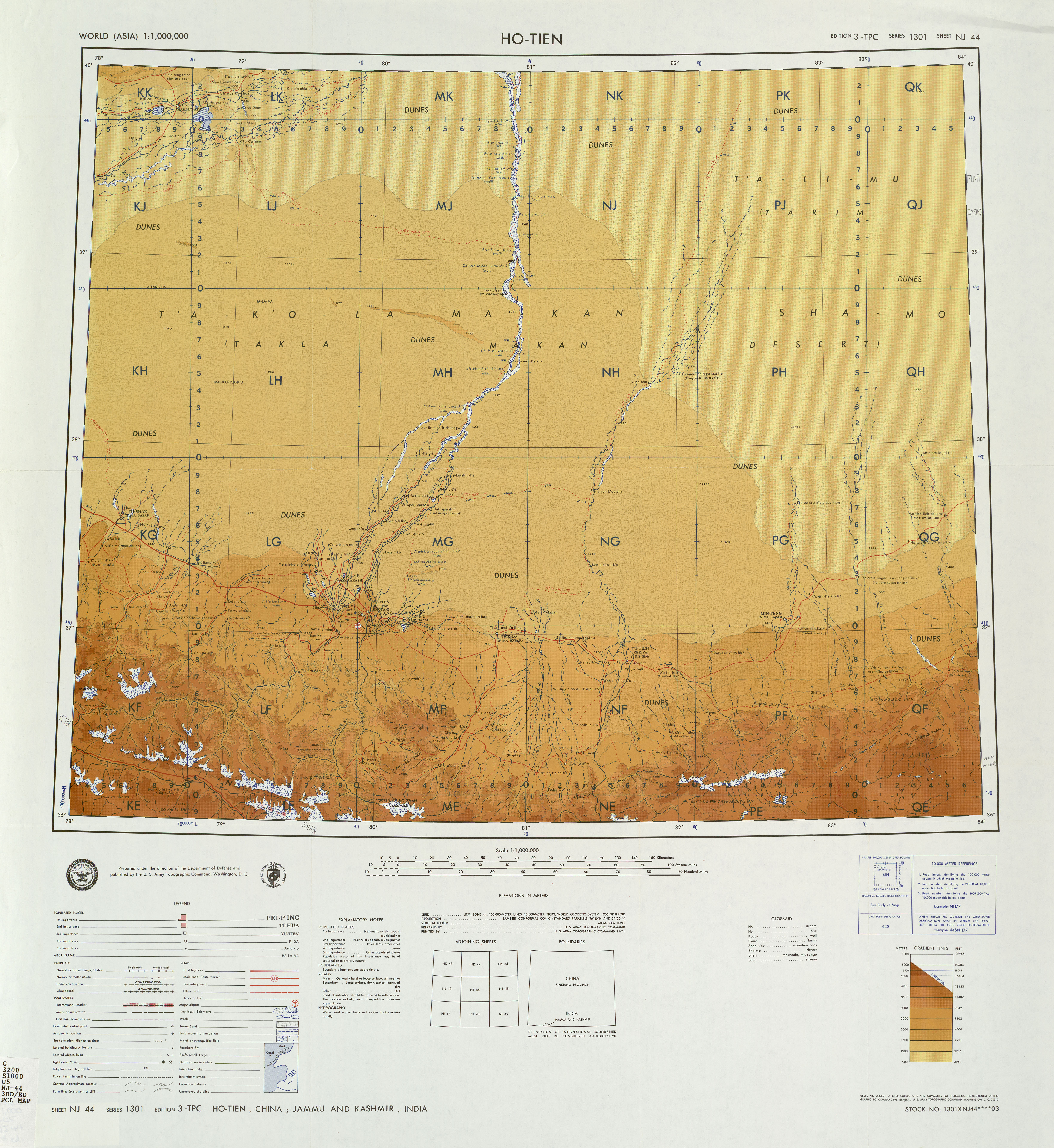
包括洛浦縣的地圖（USATC, 1971年）

洛浦县下辖1个街道办事处、3个镇、6个乡：
城区街道、洛浦镇、山普鲁镇、杭桂镇、布牙乡、恰尔巴格乡、多鲁镇、纳瓦乡、拜什托格拉克乡和阿其克乡。

## 人口
2020年末，根据第七次人口普查数据显示：全县常住人口为286900人。

## 交通
- 315国道过境。